# エヌ・ケイ・クリエイト
株式会社エヌ・ケイ・クリエイト（英：N.K.CREATE, Inc）は、大阪府大阪市北区に本社を置き、CRMなどのマーケティングに関するアウトソーシングサービスを手掛ける企業。

## 沿革
- 2006年 - 資本金100万円で大阪市西区に設立
- 2008年 - 本社を大阪府大阪市中央区南久宝寺に移転
- 2008年 - 資本金を1,000万円に増資
- 2009年 - 資本金を2,000万円に増資
- 2009年 - 株式会社フリープラスにSEO事業を営業譲渡
- 2010年 - 本社を大阪市中央区南本町に移転
- 2010年 - 情報セキュリティマネジメントシステム（ISMS）を認証取得（ISO／IEC27001；2005）[1]オリックス生命保険株式会社、メットライフ生命保険株式会社と取引開始
- 2010年 - プライバシーマークを認証取得[2]、特定労働者派遣事業資格を取得
- 2011年 - 資本金を3,000万円に増資
- 2011年 - 本社を大阪市北区堂島に移転
- 2013年 - 資本金を4,000万円に増資
- 2013年 - 資本金を5,000万円に増資
- 2014年 - 一般労働者派遣事業資格を取得
- 2018年 - 日本生命保険相互会社と取引開始
- 2022年 - 法人向け電力削減事業の開始